# Груасья
Груасья́ (фр. Groissiat) — коммуна во Франции, находится в регионе Рона — Альпы. Департамент — Эн. Входит в состав кантона Южная Ойонна. Округ коммуны — Нантюа.
Код INSEE коммуны — 01181.

## География

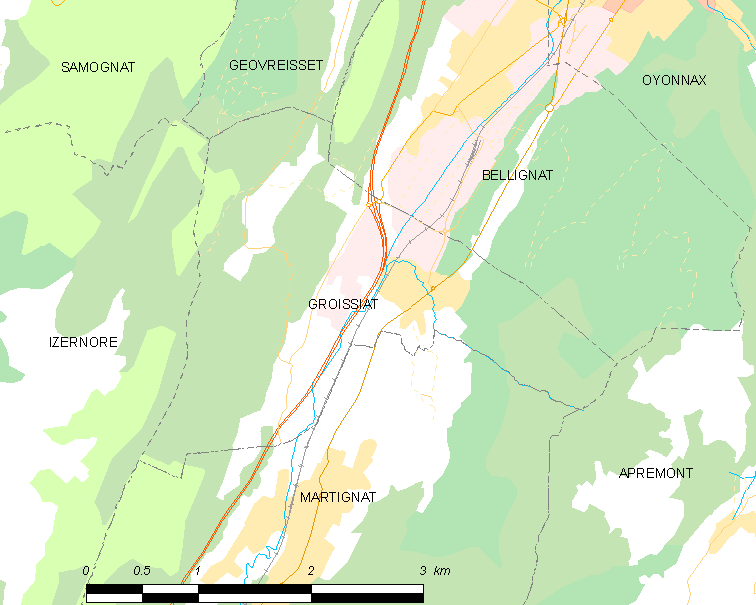
Карта коммуны

Коммуна расположена приблизительно в 390 км к юго-востоку от Парижа, в 80 км северо-восточнее Лиона, в 30 км к востоку от Бурк-ан-Бреса.
По территории коммуны протекает река Анж.

## Климат
Климат полуконтинентальный с холодной зимой и тёплым летом. Дожди бывают нечасто, в основном летом.

## Население
Население коммуны на 2010 год составляло 1143 человека.
| 1962 | 1968 | 1975 | 1982 | 1990 | 1999 | 2010 |
| ---- | ---- | ---- | ---- | ---- | ---- | ---- |
| 216  | 182  | 310  | 511  | 611  | 749  | 1143 |

## Администрация
| Период | Период | Фамилия          | Партия        | Примечания |
| ------ | ------ | ---------------- | ------------- | ---------- |
| 1947   | 1957   | Мари-Луиза Жобен |               |            |
| 1957   | 1989   | Жорж Семерель    |               |            |
| 1989   | 2001   | Жан Дюбурже      |               |            |
| 2001   | 2014   | Жак Машюра       |               |            |
| 2014   | 2020   | Жан-Люк Маррон   | Разные правые |            |

## Экономика
В 2010 году среди 758 человек трудоспособного возраста (15—64 лет) 582 были экономически активными, 176 — неактивными (показатель активности — 76,8 %, в 1999 году было 80,1 %). Из 582 активных жителей работали 543 человека (300 мужчин и 243 женщины), безработных было 39 (16 мужчин и 23 женщины). Среди 176 неактивных 58 человек были учениками или студентами, 73 — пенсионерами, 45 были неактивными по другим причинам.